# Partit Lliure de Luxemburg

Logotip del Partit Lloure de Luxemburg

Partit Lliure de Luxemburg (luxemburguès Fräi Partei Lëtzebuerg FPL) és un partit polític luxemburguès fundat el 2003 que es va presentar a les eleccions legislatives luxemburgueses de 2004 proposant 8 candidats, cap dels quals fou elegit. Va obtenir el 0,1%, el partit menys votat. Des d'aleshores, ha tingut problemes financers per a mantenir-se.
Molts dels candidats són de la regió septentrional d'Oesling, mentre que és poc conegut al sud de Luxemburg. El seu fundador, Jean Ersling, és conegut només a la regió nord. El seu manifest és essencialment d'extrema dreta i nacionalista adreçat als municipis rurals del nord i reclama polítiques antimigratòries.